# 양산BS
주식회사 양산BS(株式會社 梁山―, 영어: Yangsan BS)는 경상남도 양산시에 위치한 마을버스 운송 업체이다. 태영운송그룹 계열 경상남도 양산시 자회사로 김해시에 연고를 둔 부산광역시 사상구의 시내버스 회사인 태영버스의 방계회사이다.

## 주요 연혁
- 2011년 4월 1일: (주)양산BS 설립

## 운행 노선

### 마을버스
- ● 양산2번 (회현동 ↔ 양산역환승센터 ↔ 하북정회관)

## 보유 차종
- 자일대우버스 - NEW BS090
- 현대자동차 - 현대 그린시티